# Laver Cup 2024
La Laver Cup 2024 è stata la settima edizione della Laver Cup, un torneo di tennis annuale a squadre divise per rappresentative. Le due squadre, Europa e Resto del mondo, si sono sfidate alla Uber Arena di Berlino dal 20 al 22 settembre 2024. 
La competizione è stata vinta dall'Europa con il punteggio di 13-11, interrompendo così il digiuno di 2 anni, ottenendo il quinto titolo alla Laver Cup.

## Selezione dei giocatori
L'8 novembre, Carlos Alcaraz è stato il primo giocatore a confermare la partecipazione per il Team Europa . L'8 febbraio, anche Daniil Medvedev e Alexander Zverev hanno annunciato la loro partecipazione.
L'11 aprile 2024, Alex de Minaur, Taylor Fritz e Tommy Paul sono stati i primi giocatori a confermare la loro partecipazione per il Resto del mondo.
Rafael Nadal è stato annunciato come quarto giocatore del Team Europe il 22 aprile 2024. Ben Shelton è stato confermato per l'evento il 25 giugno 2024.
Il 17 luglio 2024, il Team Europe ha annunciato la sua formazione definitiva con Casper Ruud e Stefanos Tsitsipas. Il capitano del Resto del Mondo, John McEnroe ha selezionato Frances Tiafoe e Alejandro Tabilo come ultime scelte il 19 agosto 2024.
Il 12 settembre 2024, de Minaur, Paul e Nadal hanno dato forfait a causa di infortuni e sono stati sostituiti da Francisco Cerúndolo, Thanasi Kokkinakis e Grigor Dimitrov.

## Partecipanti
| Europa                        | Europa   |
| ----------------------------- | -------- |
| Capitano: Björn Borg          |          |
| Vice-capitano: Thomas Enqvist |          |
| Giocatore                     | Rank     |
| Alexander Zverev              | 2        |
| Carlos Alcaraz                | 3        |
| Daniil Medvedev               | 5        |
| Casper Ruud                   | 9        |
| Rafael Nadal                  | 9PR(154) |
| Grigor Dimitrov               | 10       |
| Stefanos Tsitsipas            | 12       |
| Flavio Cobolli                | 32       |
| Jan-Lennard Struff            | 37       |

| Resto del mondo                | Resto del mondo |
| ------------------------------ | --------------- |
| Capitano: John McEnroe         |                 |
| Vice-capitano: Patrick McEnroe |                 |
| Giocatore                      | Rank            |
| Taylor Fritz                   | 7               |
| Alex de Minaur                 | 11              |
| Tommy Paul                     | 13              |
| Frances Tiafoe                 | 16              |
| Ben Shelton                    | 17              |
| Alejandro Tabilo               | 22              |
| Francisco Cerúndolo            | 31              |
| Thanasi Kokkinakis             | 78              |

|  | Ritiro  |
|  | Riserva |

* Ranking all'16 Settembre 2024

* PR = Ranking protetto

## Incontri
Ogni incontro vinto nel giorno 1 assegna un punto, nel giorno 2 due punti, nel giorno 3 tre punti. La prima squadra ad arrivare a 13 punti avrà vinto la competizione.
| Giorno | Data   | Tipologia incontro | Europa                            | Resto del mondo                | Punteggio         | Punteggio squadra dopo incontro |
| ------ | ------ | ------------------ | --------------------------------- | ------------------------------ | ----------------- | ------------------------------- |
| 1      | 20 Set | Singolare          | Casper Ruud                       | Francisco Cerúndolo            | 4-6, 4-6          | 0–1                             |
| 1      | 20 Set | Singolare          | Stefanos Tsitsipas                | Thanasi Kokkinakis             | 6-1, 6-4          | 1–1                             |
| 1      | 20 Set | Singolare          | Grigor Dimitrov                   | Alejandro Tabilo               | 7-6⁴, 7-6²        | 2–1                             |
| 1      | 20 Set | Doppio             | Carlos Alcaraz / Alexander Zverev | Taylor Fritz / Ben Shelton     | 6⁵-7, 4-6         | 2–2                             |
| 2      | 21 Set | Singolare          | Daniil Medvedev                   | Frances Tiafoe                 | 6-3, 4-6, [5-10]  | 2–4                             |
| 2      | 21 Set | Singolare          | Carlos Alcaraz                    | Ben Shelton                    | 6-4, 6-4          | 4–4                             |
| 2      | 21 Set | Singolare          | Alexander Zverev                  | Taylor Fritz                   | 4-6, 5-7          | 4–6                             |
| 2      | 21 Set | Doppio             | Casper Ruud / Stefanos Tsitsipas  | Alejandro Tabilo / Ben Shelton | 1-6, 2-6          | 4–8                             |
| 3      | 22 Set | Doppio             | Casper Ruud / Carlos Alcaraz      | Frances Tiafoe / Ben Shelton   | 6-2, 7-6⁶         | 7–8                             |
| 3      | 22 Set | Singolare          | Daniil Medvedev                   | Ben Shelton                    | 7-6⁶, 5-7, [7-10] | 7–11                            |
| 3      | 22 Set | Singolare          | Alexander Zverev                  | Frances Tiafoe                 | 6⁵-7, 7-5, [10-5] | 10–11                           |
| 3      | 22 Set | Singolare          | Carlos Alcaraz                    | Taylor Fritz                   | 6-2, 7-5          | 13–11                           |

## Statistiche giocatori
| Naz                     | Giocatore           | Squadra         | Incontri | Vittorie–Sconfitte | Vittorie–Sconfitte | Vittorie–Sconfitte | Punti vinti–persi | Punti vinti–persi | Punti vinti–persi |
| Naz                     | Giocatore           | Squadra         | Incontri | Singolare          | Doppio             | Totale             | Singolare         | Doppio            | Totale            |
| ----------------------- | ------------------- | --------------- | -------- | ------------------ | ------------------ | ------------------ | ----------------- | ----------------- | ----------------- |
| Spagna (bandiera)       | Carlos Alcaraz      | Europa          | 4        | 2 – 0              | 1 – 1              | 3 – 1              | 5 – 0             | 3– 1              | 8 – 1             |
| Argentina (bandiera)    | Francisco Cerúndolo | Resto del mondo | 1        | 1 – 0              | 0 – 0              | 1 – 0              | 1 – 0             | 0 – 0             | 1 – 0             |
| Bulgaria (bandiera)     | Grigor Dimitrov     | Europa          | 1        | 1 – 0              | 0 – 0              | 1 – 0              | 1 – 0             | 0 – 0             | 1 – 0             |
| Stati Uniti (bandiera)  | Taylor Fritz        | Resto del mondo | 3        | 1 – 1              | 1 – 0              | 2 – 1              | 2 – 3             | 1 – 0             | 3 – 3             |
| Australia (bandiera)    | Thanasi Kokkinakis  | Resto del mondo | 1        | 0 – 1              | 0 – 0              | 0 – 1              | 0 – 1             | 0 – 0             | 0 – 1             |
| da stabilire (bandiera) | Daniil Medvedev     | Europa          | 2        | 0 – 2              | 0 – 0              | 0 – 2              | 0 – 5             | 0 – 0             | 0 – 5             |
| Norvegia (bandiera)     | Casper Ruud         | Europa          | 3        | 0 – 1              | 1 – 1              | 1 – 2              | 0 – 1             | 3 – 2             | 3 – 3             |
| Stati Uniti (bandiera)  | Ben Shelton         | Resto del mondo | 5        | 1 – 1              | 2 – 1              | 3 – 2              | 3 – 2             | 3 – 3             | 6 – 5             |
| Cile (bandiera)         | Alejandro Tabilo    | Resto del mondo | 2        | 0 – 1              | 1 – 0              | 1 – 1              | 0 – 1             | 2 – 0             | 2 – 1             |
| Stati Uniti (bandiera)  | Frances Tiafoe      | Resto del mondo | 3        | 1 – 1              | 0 – 1              | 1 – 2              | 2 – 3             | 0 – 3             | 2 – 6             |
| Grecia (bandiera)       | Stefanos Tsitsipas  | Europa          | 2        | 1 – 0              | 0 – 1              | 1 – 1              | 1 – 0             | 0 – 2             | 1 – 2             |
| Germania (bandiera)     | Alexander Zverev    | Europa          | 3        | 1 – 1              | 0 – 1              | 1 – 2              | 3 – 2             | 0 – 1             | 3 – 3             |